# Seomjin
Le Seomjin est un fleuve de Corée du Sud d'une longueur de 212 km, il coule dans les provinces de Jeolla du Nord et de Jeolla du Sud.

## Source de la traduction
- (de) Cet article est partiellement ou en totalité issu de l’article de Wikipédia en allemand intitulé « Seomjin » (voir la liste des auteurs).